# 43.ª edición de los Premios Grammy
La 43.ª edición de los Premios Grammy se celebró el 21 de febrero de 2001 en el Staples Center de Los Ángeles, en reconocimiento a los logros discográficos alcanzados por los artistas musicales durante el año anterior. El evento fue presentado por Jon Stewart y fue televisado en directo en Estados Unidos por CBS.

## Ganadores y nominados

### Generales
- Grabación del año
  - U2 por "Beautiful Day"
  - Destiny's Child por "Say My Name"
  - Macy Gray por "I Try"
  - Madonna por "Music"
  - *NSYNC por "Bye Bye Bye"

- Álbum del año
  - Steely Dan por Two Against Nature
  - Beck por Midnite Vultures
  - Eminem por The Marshall Mathers LP
  - Radiohead por Kid A
  - Paul Simon por You're the One

- Canción del año
  - U2 por "Beautiful Day"
  - Destiny's Child por "Say My Name"
  - Macy Gray por "I Try"
  - Faith Hill por "Breathe"
  - Lee Ann Womack por "I Hope You Dance"

- Mejor artista novel
  - Shelby Lynne
  - Brad Paisley
  - Papa Roach
  - Jill Scott
  - Sisqó

### Alternativa
- Mejor álbum de música alternativa
  - Nigel Godrich (ingeniero/mezclador/productor); Radiohead (productores e intérpretes) por Kid A
  - Coldplay por Parachutes

### Blues
- Mejor álbum de blues tradicional
  - Simon Climie (productor), Alan Douglas (ingeniero), Eric Clapton (productor e intérprete) & B. B. King por Riding with the King
- Mejor álbum de blues contemporáneo
  - Tony Braunagel (productor), Joe McGrath, Terry Becker (ingenieros/mezcladores); Taj Mahal & Phantom Blues Band por Shoutin' In Key

### Clásica
- Mejor interpretación orquestal
  - Stephen Johns (productor), Mike Clements (ingeniero), Sir Simon Rattle (director) & Berlin Philharmonic Orchestra por Mahler: Sinfonía n.º 10
- Mejor interpretación solista vocal clásica
  - Christopher Raeburn (productor), Jonathan Stokes (ingeniero), Cecilia Bartoli (solista) & Il Giardino Armonico por The Vivaldi Album (Dell'aura al sussurrar; Alma oppressa, etc.)
- Mejor grabación de ópera
  - Martin Sauer (productor), Jean Chatauret (ingeniero), Kent Nagano (director), Kim Begley, Dietrich Fischer-Dieskau, Dietrich Henschel, Markus Hollop, Eva Jenis, Torsten Kerl & Orchestre de l'Opera Nationale de Lyon por Busoni: Doktor Faust
- Mejor interpretación coral
  - Karen Wilson (productor), Don Harder (ingeniero), Helmuth Rilling (director) & Oregon Bach Festival Orchestra & Chorus por Penderecki: Credo
- Mejor interpretación clásica, solista instrumental (con orquesta)
  - Grace Row (productor), Charles Harbutt (ingeniero), Roger Norrington (director), Joshua Bell & London Philharmonic por Maw: Concierto para violín
- Mejor interpretación clásica, solista instrumental (sin orquesta)
  - Tobias Lehmann (productor), Jens Schünemann (ingeniero) & Sharon Isbin por Dreams of a World (Works of Lauro, Ruiz-Pipó, Duarte, etc.)
- Mejor interpretación de conjunto musical pequeño o música de cámara
  - Christian Gausch (productor), Wolf-Dieter Karwatky (ingeniero) & Orpheus Chamber Orchestra por Shadow Dances (Stravinsky Miniatures - Tango; Suite n. 1; Octet, etc.)
- Mejor interpretación de música de cámara
  - Da-Hong Seetoo, Max Wilcox (productores/ingenieros) & Emerson String Quartet por Shostakovich: Los cuartetos de cuerda
- Mejor composición clásica contemporánea
  - George Crumb (compositor) & Thomas Conlin por Crumb: Star-Child
- Mejor álbum de música clásica
  - Da-Hong Seetoo, Max Wilcox (productores/ingenieros) & Emerson String Quartet por Shostakovich: Los cuartetos de cuerda
- Mejor álbum crossover de música clásica
  - Steven Epstein (productor), Richard King (ingeniero), Yo-Yo Ma, Edgar Meyer & Mark O'Connor por Appalachian Journey

### Composición y arreglos
- Mejor composición instrumental
  - John Williams (compositor) por "Theme From Angela's Ashes"
- Mejor arreglo instrumental
  - Chick Corea (arreglista) por "Spain for Sextet & Orchestra"
- Mejor arreglo instrumental acompañado de vocalista
  - Vince Mendoza (arreglista); Joni Mitchell (intérprete) por "Both Sides Now"

### Composición para medio visual
- Mejor recopilación de banda sonora para película, televisión u otro medio visual
  - Danny Bramson & Cameron Crowe (productores); varios intérpretes por Almost Famous
- Mejor composición instrumental escrita para una película, televisión u otro medio visual
  - Bill Bernstein, Thomas Newman (productores); Dennis Sands, Thomas Newman (ingenieros); Thomas Newman (compositor) por American Beauty
- Mejor canción escrita para una película, televisión u otro medio visual
  - Randy Newman (compositor); Sarah McLachlan (intérprete) por "When She Loved Me" (de Toy Story 2)

### Country
- Mejor interpretación vocal country, femenina
  - Faith Hill por "Breathe"
- Mejor interpretación vocal country, masculina
  - Johnny Cash por "Solitary Man"
- Mejor interpretación country, dúo o grupo
  - Asleep at the Wheel por "Cherokee Maiden"
- Mejor colaboración vocal country
  - Faith Hill & Tim McGraw por "Let's Make Love"
- Mejor interpretación instrumental country
  - Alison Brown & Béla Fleck por "Leaving Cottondale"
- Mejor canción country
  - Mark D. Sanders & Tia Sillers (compositores); Lee Ann Womack (intérprete) por "I Hope You Dance"
- Mejor álbum de música country
  - Byron Gallimore (productor), Julian King, Mike Shipley (ingeniero/mezclador) & Faith Hill (productor e intérprete) por Breathe
- Mejor álbum de bluegrass
  - Steve Buckingham (productor), Gary Paczosa (ingeniero/mezclador) & Dolly Parton por The Grass Is Blue

### Espectáculo musical
- Mejor álbum de espectáculo musical
  - Frank Filipetti (ingeniero/mezclador/productor), Guy Babylon & Paul Bogaev, Chris Montan (productores), Elton John (compositor), Tim Rice (letrista) & el reparto original de Broadway por Elton John and Tim Rice's Aida

### Folk
- Mejor álbum de folk tradicional
  - Mark Linett (ingeniero) & Dave Alvin (productor e intérprete) por Public Domain - Songs from the Wild Land
- Mejor álbum de folk contemporáneo
  - Malcolm Burn (ingeniero/productor), Jim Watts (ingeniero) & Emmylou Harris por Red Dirt Girl
- Mejor álbum de música nativo americana
  - Tom Bee (productor) & Douglas Spotted Eagle (ingeniero/mezclador/productor); varios intérpretes por Gathering of Nations Pow Wow

### Gospel
- Mejor álbum gospel pop/contemporáneo
  - Dennis Herring (ingeniero/mezclador/productor), Rich Hasal (ingeniero/mezclador) & Jars of Clay por If I Left the Zoo
- Mejor álbum gospel rock
  - Dino Elefante, John Elefante (productores), David Hall, J.R. McNeely (ingeniero/mezclador) & Petra por Double Take
- Mejor álbum gospel soul tradicional
  - Bubba Smith, Michael E. Mathis (productores) & Shirley Caesar (productor e intérprete) por You Can Make It
- Mejor álbum gospel soul contemporáneo
  - Warryn "Baby Dubb" Campbell (productor) & Mary Mary por Thankful
- Mejor álbum gospel sureño, country o bluegrass
  - Brent King, Alan Shulman (ingeniero), Ricky Skaggs (productor e intérprete) & Kentucky Thunder por Soldier of the Cross
- Mejor álbum gospel, coro o coros
  - Carol Cymbala & Oliver Wells (productores); The Brooklyn Tabernacle Choir (intérpretes) por Live - God Is Working

### Hablado
- Mejor álbum hablado
  - Rick Harris, John Runnette (productores) & Sidney Poitier por The Measure of a Man
- Mejor álbum hablado de comedia
  - John Runnette (productor) & George Carlin por Braindroppings

### Histórico
- Mejor álbum histórico
  - Steve Berkowitz, Seth Rothstein (productores), Phil Schaap (productor/ingeniero), Michael Brooks, Seth Foster, Andreas Meyer, Woody Pornpitaksuk, Ken Robertson, Tom Ruff & Mark Wilder (ingeniero); Louis Armstrong (intérprete) por The Complete Hot Five and Hot Seven Recordings

### Infantil
- Mejor álbum musical para niños
  - Joseph Miskulin (ingeniero/mezclador/productor), Dan Rudin & Brent Truitt (ingenieros/mezcladores); Riders in the Sky por Woody's Roundup: A Rootin' Tootin' Collection of Woody's Favorite Songs
- Mejor álbum hablado para niños
  - David Rapkin (productor) & Jim Dale por Harry Potter and the Goblet of Fire

### Jazz
- Mejor solista de jazz instrumental
  - Pat Metheny por "(Go) Get It"
- Mejor álbum de jazz instrumental, individual o grupo
  - Rob 'Wacko' Hunter (ingeniero/mezclador ), Branford Marsalis (productor) & Branford Marsalis Quartet por Contemporary Jazz
- Mejor álbum de jazz, conjunto grande
  - James Farber (ingeniero/mezclador) & Joe Lovano (productor e intérprete) por 52nd Street Themes
- Mejor álbum de jazz vocal
  - Erik Zobler (ingeniero/mezclador), George Duke (productor) & Dianne Reeves por In the Moment – Live In Concert
- Mejor álbum de jazz contemporáneo
  - Richard Battaglia, Robert Battaglia (ingeniero/mezclador), Béla Fleck (ingeniero/mezclador/productor); Béla Fleck & the Flecktones (intérpretes) por Outbound
- Mejor álbum de jazz latino
  - Jon Fausty (ingeniero/mezclador/productor); Chucho Valdés (intérprete) por Live at the Village Vanguard

### Latina
- Mejor interpretación pop latino
  - Adam Blackburn, Eric Schilling, Marcelo Añez, Sebastián Krys (ingeniero), Tim Mitchell (productor) & Shakira (productora e intérprete) por Shakira - MTV Unplugged
- Mejor interpretación latina tropical tradicional
  - Freddy Piñero Jr, Gustavo Celis, Javier Garza, Mauricio Guerrero, Scott Canto, Sebastián Krys (ingeniero), Emilio Estefan, George Noriega, Robert Blades (productores); Gloria Estefan (intérprete) por Alma Caribeña
- Mejor interpretación mexicano-americana
  - Carlos Ceballos (ingeniero/mezclador); Pepe Aguilar (productor e intérprete) por Por una mujer bonita
- Mejor interpretación rock latino/alternativo
  - Humberto Gatica (ingeniero/productor); La Ley (intérpretes) por Uno
- Mejor álbum tejano
  - Edward Pérez, Greg García (ingenieros); Freddie Martínez, Hugo Guerrero (ingeniero/productor); The Legends (intérpretes) por ¿Qué es música tejana?
- Mejor álbum de salsa
  - Jon Fausty (ingeniero/mezclador), Eddie Palmieri & Tito Puente (productores e intérprete) por Masterpiece/Obra Maestra
- Mejor álbum de merengue
  - David Hewitt, Hector Ivan Rosa (ingenieros/mezcladores); Olga Tañón (productora e intérprete) por Olga Viva, Viva Olga

### New age
- Mejor álbum de new age
  - Gary Barlough, Peter R. Kelsey (ingenieros/mezcladores); Kitaro (productor e intérprete) por Thinking of You